# Procryptocerus curvistriatus
Procryptocerus curvistriatus är en myrart som beskrevs av Kempf 1949. Procryptocerus curvistriatus ingår i släktet Procryptocerus och familjen myror. Inga underarter finns listade i Catalogue of Life.